# Кени Роджърс
Кени Роджърс (на английски: Kenny Rogers) е американски певец, музикант и киноактьор, един от най-успешните кънтри изпълнители в историята на тази музика. Творчеството му се намира на границата между кънтри и поп музика. Известен е най-вече с бавните си любовни балади.
В средата на 1950-те влиза в състава на различни музикални групи, които изпълняват джаз, рок и ритъм енд блус. Най-успешна от всички тях е кънтри триото „The First Edition“. След разпадането на тази група Кени Роджърс започва самостоятелна кариера. Една от най-популярните му и успешни песни е „Люсил“ (Lucille) (1977), която заема първо място в класациите на 12 страни. За нея той получава и Грами награда.
През 1980 г. изпълнява баладата, написана от Лайнъл Ричи – „Лейди“ (Lady), която става най-печелившата и популярна песен в неговата кариера и стои 6 седмици на първо място в класацията Billboard Hot 100. В следващите няколко години творческото сътрудничество между Кени и Лайнъл продължава, от което се раждат още няколко хита.
Работи с известни продуценти като Дейвид Фостър и Джордж Мартин, пее в дуети с Доли Партън и други известни изпълнители.
Кени Роджърс има дълга и много успешна музикална кариера.
През 2000 г., когато е на 61 години, сингълът „Buy Me a Rose“, става хит номер 1 в кънтри класациите. През 2004 г. албумът на Кени Роджърс „42 Ultimatе hits“ достига номер 6 в кънтри класациите и придобива статут на златен.
През 2017 г., Кени Роджърс прави концерт, в който участват много гост-изпълнители, суперзвезди от неговото поколение.
Официално е женен 5 пъти, има общо 6 деца. Умира на 20 март 2020 г. в Колбърт, САЩ.